# Lasioglossum krishna
Lasioglossum krishna is een vliesvleugelig insect uit de familie Halictidae. De wetenschappelijke naam van de soort is voor het eerst geldig gepubliceerd in 1902 door Nurse.